# Брестовик
Брестовик је насеље у општини Гроцка у Граду Београду. Према попису из 2022. било је 928 становника.

## Историја
Место се налази југоисточно од вароши Гроцке, у непосредној близини Дунава.
Да је Брестовику било живота још врло рано, сведочи римска гробница, која се и данас ту налази и чува, и за коју постоји неутемељена претпоставка да је гробница Светих Ермила и Стратоника. Осим тога, испод „Рујишта“ се икопавале цигле, велико камење и римски новац.
Данашње насеље основано је за време владе кнеза Милоша. Из писма, које су Марко Живановић, Раде Јерковић, Јован Јовићић, Обрад Митровић, Веља Гајић и Благоје Хорват послали кнезу Милошу 1836. године видимо да је село основано 1827. године. Они пишу кнезу: „Настала је девета година како се с дозволенијем Ваше Књажевачке Светлости у Мезграју Алију, зовому Брестовник, населисмо, до данашњег дана не поштедисмо велики труд положити додатоју земљу истребити и обработавати за уживленије наше. Число кућа наших јесу 27, у којима 160 душа налазу се, од којих 25 пореских глава произилазу. Да би дакле и ми с другим селима сравнати се могли и себе у напредак боље установљавати зачели, молимо покорњејше да би се смиловати изволели и ово име скинули да се не би више алија-(спахиска земља која је после одлазака Турака припадала Србима) позивала и сваке године продавала.“
На ово писмо кнез Милош је одговорио 2. септембра 1836. године капетану Јанку Михаиловићу у Гроцкој: „ Будући да смо алију Брестовик објавленијем нашим од данашњег, Н.3552, селом наименовали, из узрока што је ту већ довољно житеља насељено, то објављујући Вам ово наименованије села Брестовика, препоручујемо да настојите да се на том месту и више кућа насели, да се не притисну садашњи житељи тамошњи многе земље, но да се на те земље онолико народа насели, колико ће число овог сразмерно бити простору земље брестовичке.“
Данашњи становници причају да су се на ову алију, у којој је било много брестова, по којима је село добило име, најпре населили Радо, предак Радића, Гачко, предак Гаћића, (Марковића, Живковића) и Караклаја, предак Караклаића. Дуго су се „вукли“ где ће да оснују сало, често су бирали места, док се нису задржали на данашњим. О томе има и архивских података. Године 1833. „обштество грочанско“ жали се књазу Милошу на „Брестовик засеок, који се по трећи пут са својим колибама премешта, бирајући за себе згодно место.“
Брестовик је имао године 1846. 31 кућу. По попису из 1921. године у селу је било 145 кућа са 831 становником, од којих је највећи део досељен из суседних области.
Предак Радића, који је дошао из Хрватске, био је најпре населио на Аду Циганлију, одакле је дошао у Брестовик. Остале су породице досељене из качарског, таковског, љубичког, јасенићког, лесковачког среза, затим има досељених из Босне из старог Влаха и из околних села. Школа је подигнута 1910. године. (подаци крајем 1921. године).
Овде се налазе Археолошко налазиште Бели брег и Археолошко налазиште Голи брег.

## Демографија
У насељу Брестовик живи 875 пунолетних становника, а просечна старост становништва износи 42,2 година (42,1 код мушкараца и 42,4 код жена). У насељу има 313 домаћинстава, а просечан број чланова по домаћинству је 3,43.
Ово насеље је у великим делом насељено Србима (према попису из 2002. године).
|  |

| Демографија | Демографија | Демографија |
| Година      | Становника  | Становника  |
| ----------- | ----------- | ----------- |
| 1948.       | 1.043       |             |
| 1953.       | 1.038       |             |
| 1961.       | 1.047       |             |
| 1971.       | 1.050       |             |
| 1981.       | 1.038       |             |
| 1991.       | 1.129       | 1.095       |
| 2002.       | 1.076       | 1.113       |

| Етнички састав према попису из 2002.‍ | Етнички састав према попису из 2002.‍ | Етнички састав према попису из 2002.‍ | Етнички састав према попису из 2002.‍ | Етнички састав према попису из 2002.‍ |
| ------------------------------------ | ------------------------------------ | ------------------------------------ | ------------------------------------ | ------------------------------------ |
|                                      |                                      |                                      |                                      |                                      |
| Срби                                 | Срби                                 |                                      | 1.052                                | 97,76%                               |
| Црногорци                            | Црногорци                            |                                      | 3                                    | 0,27%                                |
| Хрвати                               | Хрвати                               |                                      | 2                                    | 0,18%                                |
| Македонци                            | Македонци                            |                                      | 2                                    | 0,18%                                |
| Румуни                               | Румуни                               |                                      | 1                                    | 0,09%                                |
| Мађари                               | Мађари                               |                                      | 1                                    | 0,09%                                |
| Бугари                               | Бугари                               |                                      | 1                                    | 0,09%                                |
| Бошњаци                              | Бошњаци                              |                                      | 1                                    | 0,09%                                |
| непознато                            | непознато                            |                                      | 1                                    | 0,09%                                |

| Година пописа     | 1948. | 1953. | 1961. | 1971. | 1981. | 1991. | 2002. |
| ----------------- | ----- | ----- | ----- | ----- | ----- | ----- | ----- |
| Број домаћинстава | 217   | 221   | 255   | 273   | 265   | 309   | 313   |

| Број чланова      | 1  | 2  | 3  | 4  | 5  | 6  | 7  | 8 | 9 | 10 и више | Просек |
| ----------------- | -- | -- | -- | -- | -- | -- | -- | - | - | --------- | ------ |
| Број домаћинстава | 48 | 81 | 41 | 51 | 44 | 28 | 14 | 3 | 3 | 0         | 3,43   |

| Пол    | Укупно | Неожењен/Неудата | Ожењен/Удата | Удовац/Удовица | Разведен/Разведена | Непознато |
| ------ | ------ | ---------------- | ------------ | -------------- | ------------------ | --------- |
| Мушки  | 454    | 102              | 306          | 26             | 19                 | 1         |
| Женски | 467    | 81               | 294          | 76             | 16                 | 0         |
| УКУПНО | 921    | 183              | 600          | 102            | 35                 | 1         |

| Пол    | Укупно                    | Пољопривреда, лов и шумарство | Рибарство                            | Вађење руде и камена | Прерађивачка индустрија       |
| ------ | ------------------------- | ----------------------------- | ------------------------------------ | -------------------- | ----------------------------- |
| Мушки  | 284                       | 174                           | 0                                    | 0                    | 23                            |
| Женски | 177                       | 85                            | 0                                    | 0                    | 24                            |
| УКУПНО | 461                       | 259                           | 0                                    | 0                    | 47                            |
| Пол    | Производња и снабдевање   | Грађевинарство                | Трговина                             | Хотели и ресторани   | Саобраћај, складиштење и везе |
| Мушки  | 4                         | 13                            | 18                                   | 9                    | 12                            |
| Женски | 1                         | 1                             | 27                                   | 2                    | 2                             |
| УКУПНО | 5                         | 14                            | 45                                   | 11                   | 14                            |
| Пол    | Финансијско посредовање   | Некретнине                    | Државна управа и одбрана             | Образовање           | Здравствени и социјални рад   |
| Мушки  | 0                         | 13                            | 7                                    | 3                    | 5                             |
| Женски | 0                         | 4                             | 9                                    | 8                    | 10                            |
| УКУПНО | 0                         | 17                            | 16                                   | 11                   | 15                            |
| Пол    | Остале услужне активности | Приватна домаћинства          | Екстериторијалне организације и тела | Непознато            | Непознато                     |
| Мушки  | 3                         | 0                             | 0                                    | 0                    | 0                             |
| Женски | 4                         | 0                             | 0                                    | 0                    | 0                             |
| УКУПНО | 7                         | 0                             | 0                                    | 0                    | 0                             |

## Коришћена Литература:
- Коришћена Литература:
- „Насеља“ књ.22 (др Тих. Р. Ђорђевић: Нилолић:Архивска грађа за насеља у Србији)
- Извор Монографија Подунавске области 1812-1927 саставио Др, Владимир Марган бив. Председник Обласног одбора Комесар Обласне Самоуправе, објављено (1927 г.)„Напредак Панчево,,
- „Летопис“: Подунавска места и обичаји Марина (Беч 1999 г.).

Летопис период 1812 – 2009 г. Саставио од Писаних трагова, Летописа, по предању места у Јужној Србији, места и обичаји настанак села ко су били Досељеници чиме се бавили мештани
- Напомена

У уводном делу аутор је дао кратак историјски преглед овог подручја од праисторијских времена до стварање државе Краљевине Срба, Хрвата и Словенаца. Највећи прилог у овом делу чине ,»Летописи« и трудио се да не пропусти ниједну важну чињеницу у прошлости описиваних места.